# 塞羅德卡薩
塞羅德卡薩（西班牙語：Cerro de Casa），是巴拿馬的城鎮，位於該國中西部，由貝拉瓜斯省的拉斯帕爾馬斯區負責管轄，面積91.5平方公里，海拔高度379米，2010年人口2,343，人口密度每平方公里25.6人。